# Adasa
Adasa (hebr.: חדשה) ist der Name einer Siedlung in Judäa, heute die Ruinenstätte Khirbet `Adase oder Khirbat `Adasah im Westjordanland, sowie der Ort einer Schlacht etwa 30 Stadien (7 km) nördlich Jerusalems, auf die bei Flavius Josephus und im 1. Buch der Makkabäer (7,26–50 ) verwiesen wird. Die Siedlung soll in etwa 5½ km Entfernung Beth-Horon gegenüber gelegen haben.

## Schlacht
Die Schlacht bei Adasa fand am 13. des Monats Adar 161 v. Chr. zwischen den Makkabäern unter ihrem Anführer Judas Makkabäus und der seleukidischen Armee unter dem Befehl des Strategen Nikanor statt. Die Makkabäer gewannen diese Auseinandersetzung, während Nikanor in der Schlacht fiel. Zum Gedenken dieses Ereignisses wurde dieser Tag der Niederlage des Nikanor zum Feiertag in Judäa erklärt. Trotz dieses Sieges wurde Judas kaum ein Jahr später von den Seleukiden in der Schlacht von Elasa besiegt und getötet.